# Spy × Family
Spy × Family és una sèrie japonesa de manga escrita i dibuixada per Tatsuya Endo. Explica la història d'un espia que ha de formar una família per a completar una missió, però que no és conscient que la seva filla adoptiva té telepatia i que la seva dona és una assassina a sou.
Es publica a la revista Shōnen Jump+ de l'editorial Shueisha des del març del 2019, i se n'han editat nou volums tankōbon. L'abril del 2022 en circulaven 17 milions de còpies. S'ha adaptat en una sèrie d'anime produïda per Wit Studio i CloverWorks, que s'emet a TV Tokyo des de l'abril del 2022.

## Argument
Per a mantenir la pau entre els països rivals de Westalis i Ostania, a un agent de Westalis amb el nom en clau de "Twilight" li és encomanada la tasca d'espiar Donovan Desmond, líder d'un partit polític d'Ostania. Ara bé, com que Desmond és solitari i esquiu, Twilight només s'hi pot acostar si matricula un nen a la mateixa escola que els fills de Desmond i fa veure que és el seu pare.
Per formar la família que necessita, Twilight es fa dir Loid Forger, adopta una nena òrfena, l'Anya, i es casa amb una dona, Yor Briar. El protagonista, però, desconeix que l'Anya pot llegir la ment dels altres i que la Yor és una assassina professional. Amb tot, Twilight ha d'aprendre a fer el paper de pare i de marit per completar la seva missió.

## Recepció
Spy × Family va ser el novè manga més venut el 2020, amb més de 4,5 milions de còpies. El 2021 va ser el vuitè manga més venut, amb 4,9 milions d'exemplars. Només al moment de publicar el segon volum la sèrie ja tenia 800.000 còpies en circulació, incloses les vendes digitals. Amb la publicació del tercer volum aquesta xifra va passar dels dos milions, i per al quart volum va arribar als tres milions d'exemplars. El volum 6 va tenir una primera edició de més d'un milió d'exemplars, la primera vegada que una sèrie de la Shōnen Jump+ tenia una tirada tan gran.
Va ser nominat al Premi Kōdansha al millor manga el 2020 i als Premis Harvey en la mateixa categoria el 2021, entre altres nominacions.